# Paduniella andamanensis
Paduniella andamanensis är en nattsländeart som beskrevs av Malicky 1979. Paduniella andamanensis ingår i släktet Paduniella och familjen tunnelnattsländor. Inga underarter finns listade i Catalogue of Life.